# Acanthogonatus
Acanthogonatus és un gènere d'aranyes migalomorfes de la família dels nemèsids (Nemesiidae). Es troba a Sud-amèrica.

## Taxonomia
Segons el World Spider Catalog de l'abril de 2016 hi ha les següents espècies:
- Acanthogonatus alegre Goloboff, 1995 – Xile
- Acanthogonatus birabeni Goloboff, 1995 – Argentina
- Acanthogonatus brunneus (Nicolet, 1849) – Xile
- Acanthogonatus campanae (Legendre & Calderón, 1984) – Xile
- Acanthogonatus centralis Goloboff, 1995 – Argentina
- Acanthogonatus Xilechico Goloboff, 1995 – Xile
- Acanthogonatus confusus Goloboff, 1995 – Xile, Argentina
- Acanthogonatus ericae Indicatti et al., 2008 – Brasil
- Acanthogonatus francki Karsch, 1880 (type species) – Xile
- Acanthogonatus fuegianus (Simon, 1902) – Xile, Argentina
- Acanthogonatus hualpen Goloboff, 1995 – Xile
- Acanthogonatus huaquen Goloboff, 1995 – Xile
- Acanthogonatus incursus (Chamberlin, 1916) – Perú
- Acanthogonatus juncal Goloboff, 1995 – Xile
- Acanthogonatus minimus Indicatti et al., 2015 – Brasil
- Acanthogonatus mulchen Goloboff, 1995 – Xile
- Acanthogonatus nahuelbuta Goloboff, 1995 – Xile
- Acanthogonatus notatus (Mello-Leitão, 1940) – Argentina
- Acanthogonatus parana Goloboff, 1995 – Argentina
- Acanthogonatus patagallina Goloboff, 1995 – Xile
- Acanthogonatus patagonicus (Simon, 1905) – Xile, Argentina
- Acanthogonatus peniasco Goloboff, 1995 – Xile
- Acanthogonatus pissii (Simon, 1889) – Xile
- Acanthogonatus quilocura Goloboff, 1995 – Xile
- Acanthogonatus recinto Goloboff, 1995 – Xile
- Acanthogonatus subcalpeianus (Nicolet, 1849) – Xile
- Acanthogonatus tacuariensis (Pérez-Miles & Capocasale, 1982) – Brasil, Uruguai
- Acanthogonatus tolhuaca Goloboff, 1995 – Xile
- Acanthogonatus vilches Goloboff, 1995 – Xile

### Sinonímies
- Tryssothele Simon, 1902
- Chubutia Mello-Leitão, 1940